# Lakawon
Lakawon (auch Ilacaon oder Ilocaon Island) ist eine 13 Hektar große Insel 4,2 km nördlich von Cadiz City in der Provinz Negros Occidental, 48 km nördlich der Provinzhauptstadt Bacolod City auf den Philippinen mit rund 2000 Einwohnern. Die Insel hat ein bogenförmiges Relief. Der weiße Sandstrand und die von Einheimischen betriebenen Kleingewerbe sind ein beliebtes Ausflugsziel für philippinische Touristen.